# Guglielmo Pallotta
Guglielmo Pallotta (ur. 13 listopada 1727 w Maceracie, zm. 21 września 1795 w Rzymie) – włoski kardynał.

## Życiorys
Urodził się 13 listopada 1727 roku w Maceracie, jako syn Paridego Pallotty i Angeli Baldinucci. Studiował hydraulikę, a następnie prawo na Collegio Nazareno. Po studiach został sędzią Fabryki Świętego Piotra, elektorem Najwyższego Trybunału Sygnatury Apostolskiej i skarbnikiem generalnym Kamery Apostolskiej. 23 czerwca 1777 roku został kreowany kardynałem prezbiterem i otrzymał kościół tytularny Sant’Eusebio. Dwa lata później został prefektem Kongregacji ds. Wód. W 1785 roku został prefektem Kongregacji Soborowej i pełnił ten urząd do śmierci. Po wybuchu rewolucji francuskiej, wraz z Giovannim Francesco Albanim, Leonardo Antonellim, Filippo Campanellim, Vitaliano Borromeą i Gregorio Salviatim, został członkiem Kongregacji ds. Francji, której zadaniem było zbadanie sytuacji po wprowadzeniu Konstytucji cywilnej kleru. Zmarł 21 września 1795 roku w Rzymie.